# Brenthis siopelus
Brenthis siopelus är en fjärilsart som beskrevs av Hans Fruhstorfer 1907. Brenthis siopelus ingår i släktet Brenthis och familjen praktfjärilar. Inga underarter finns listade i Catalogue of Life.